# جماران (شيخ موسي)
جماران (بالفارسية: جماران) هي قرية تقع في إيران في قسم شیخ موسي الريفي. يقدر عدد سكانها بـ 695 نسمة .